# Piper J-5
Piper J-5 Cub Cruiser byl větší a výkonnější typ víceúčelového letounu s vyšší užitnou hodnotou, než byl starší J-3 Cub. Stroj je novou konstrukcí, má zvětšené křídlo a delší, širší a celkově prostornější trup, takže za pilotem bylo místo pro dvě osoby sedící vedle sebe.
V době svého vzniku, roku 1940, byl letoun firmou Piper nabízen za cenu 1 798 USD.
Kromě použití v oblasti civilního všeobecného letectví byl stroj v době druhé světové války užíván americkými ozbrojenými silami.
V rejstříku FAA se v roce 2018 stále vyskytovalo 327 J-5.

## Vznik a vývoj

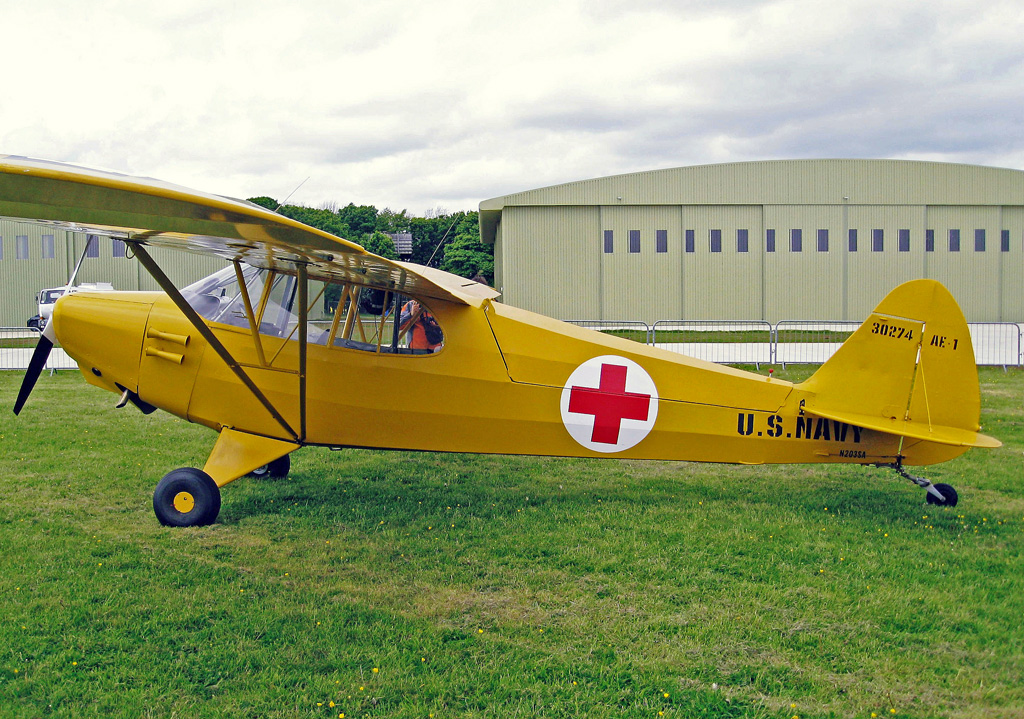
Bývalý námořní sanitní AE-1. Na hřbetě trupu je vidět odklopný panel, umožňující uložení raněného.

Společnosti Piper byl J-5 vyvinut dva roky po vzniku typu J-3, od kterého se odlišoval rozšířeným trupem, s pilotem sedícím vpředu a prostorem pro dva cestující na sedadle za ním. První provedení J-5A bylo poháněno motorem společnosti Continental typu A-75 o výkonu 75 hp (55,92 kW). S ním stroj dosahoval cestovní rychlosti 129 km/h. Ačkoliv podle letového osvědčení se jednalo o letoun třímístný, zadní sedadlo bylo pro dvě dospělé osoby poměrně těsné — takže se mu občas říkalo „dvouapůlmístný“.
Jednotlivé výrobní varianty J-5 (-A, -B a -C) lze dále rozdělit na dvě podstatně odlišné provedení, odlišující se některými detaily konstrukce. Nejviditelnější je přepracovaný podvozek odpružený gumovými provazci. Tato změna byla zavedena do výroby od 784. kusu. Byla převzata konstrukce prvně použitá na strojích HE-1/AE-1 (létající ambulance pro US Navy — Námořnictvo Spojených států amerických).
Detaily konstrukce se v průběhu války vyvíjely. Verze J-5B měla motor Lycoming GO-145-C2 a J-5C, na jejímž základně vznikla i sanitní verze HE-1 pro námořnictvo s odklopným hřbetem trupu, měla již výše zmíněný překonstruovaný podvozek a elektrický systém, byla poháněna plně zakapotovaným motorem O-235-2 o výkonu 100 hp.
V poválečném období společnost Piper opustila označování svých letounů písmenem J, které nahradila prefixem PA, a z J-5C se stal PA-12 Super Cruiser. Ten si získal větší popularitu než původní J-5 a byl vyroben v celkovém počtu 3759 kusů.:s.430 Později na jeho základě vznikla i čtyřmístná verze PA-14 Family Cruiser, který byl ale nejméně úspěšný z celé rodiny strojů Piper Cruiser, a v letech 1948 až 1949:s.430 se podařilo vyrobit jen 238 exemplářů, z nichž se zachovalo okolo sta.

## Varianty

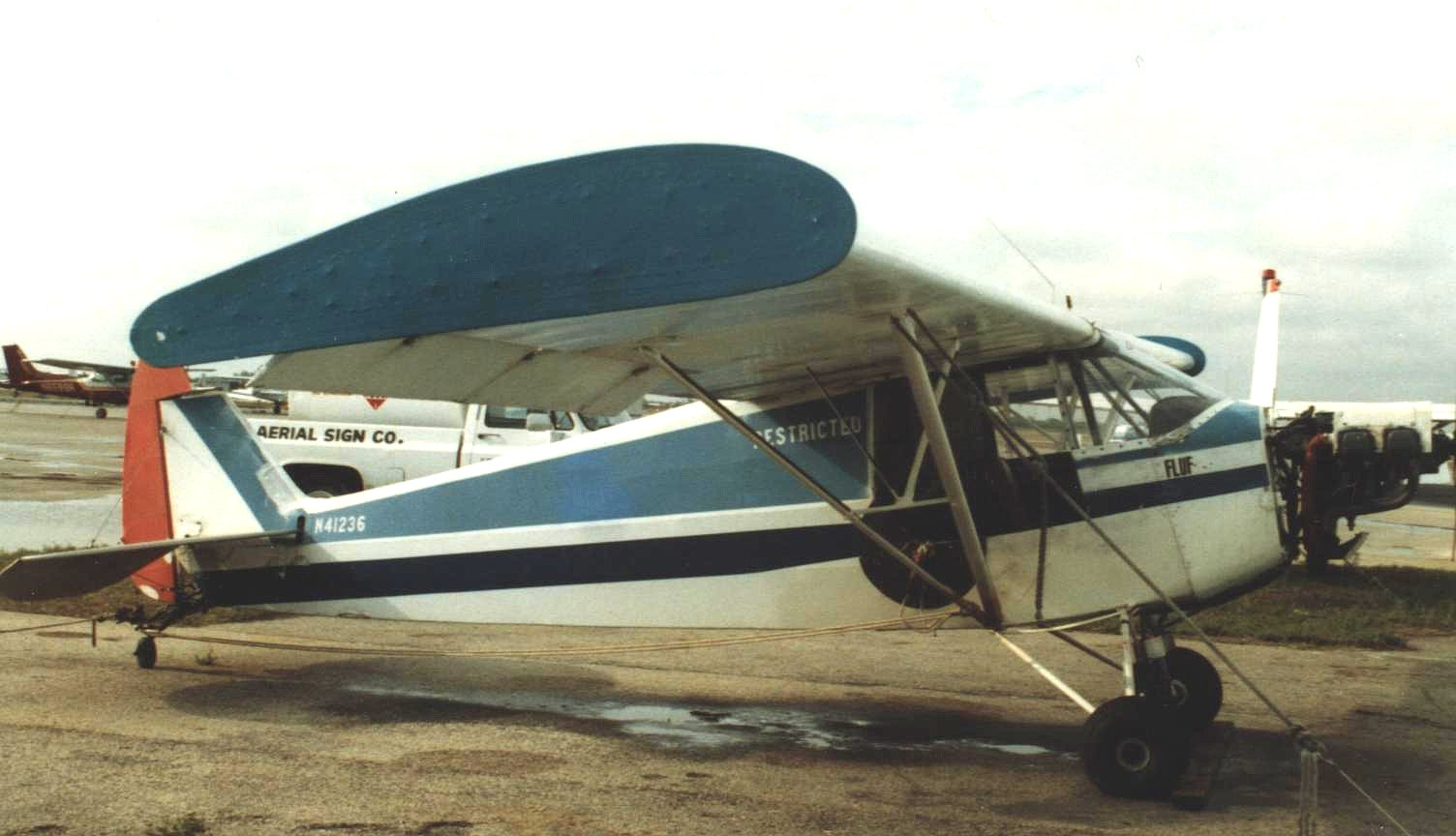
Piper J-5A Cub Cruiser upravený pro vlekání vzdušné reklamy na letišti North Perry na Floridě, 1987

J-5
Verze s motorem Continental A-75-8 o výkonu 75 hp.
J-5A
Verze s motorem Continental A-75-9.
J-5A-80
Modifikované J-5A s motorem Continental A-80-8 o výkonu 75 hp.
J-5B
Verze s motorem Lycoming O-145 o výkonu 75 hp.
J-5C
Varianta poháněná motorem Lycoming O-235-B o výkonu 100 hp.
J-5CA
Prototyp sanitního letounu s motorem Lycoming O-235-2 vyráběného pro US Navy.
J-5CO
Prototyp pozorovacího a spojovacího letounu United States Army Air Forces, později označeného L-4X a předcházejícího strojům YL-14.
J-5D
Model z roku 1946 s motorem Lycoming o výkonu 125 hp.

### Vojenská označení

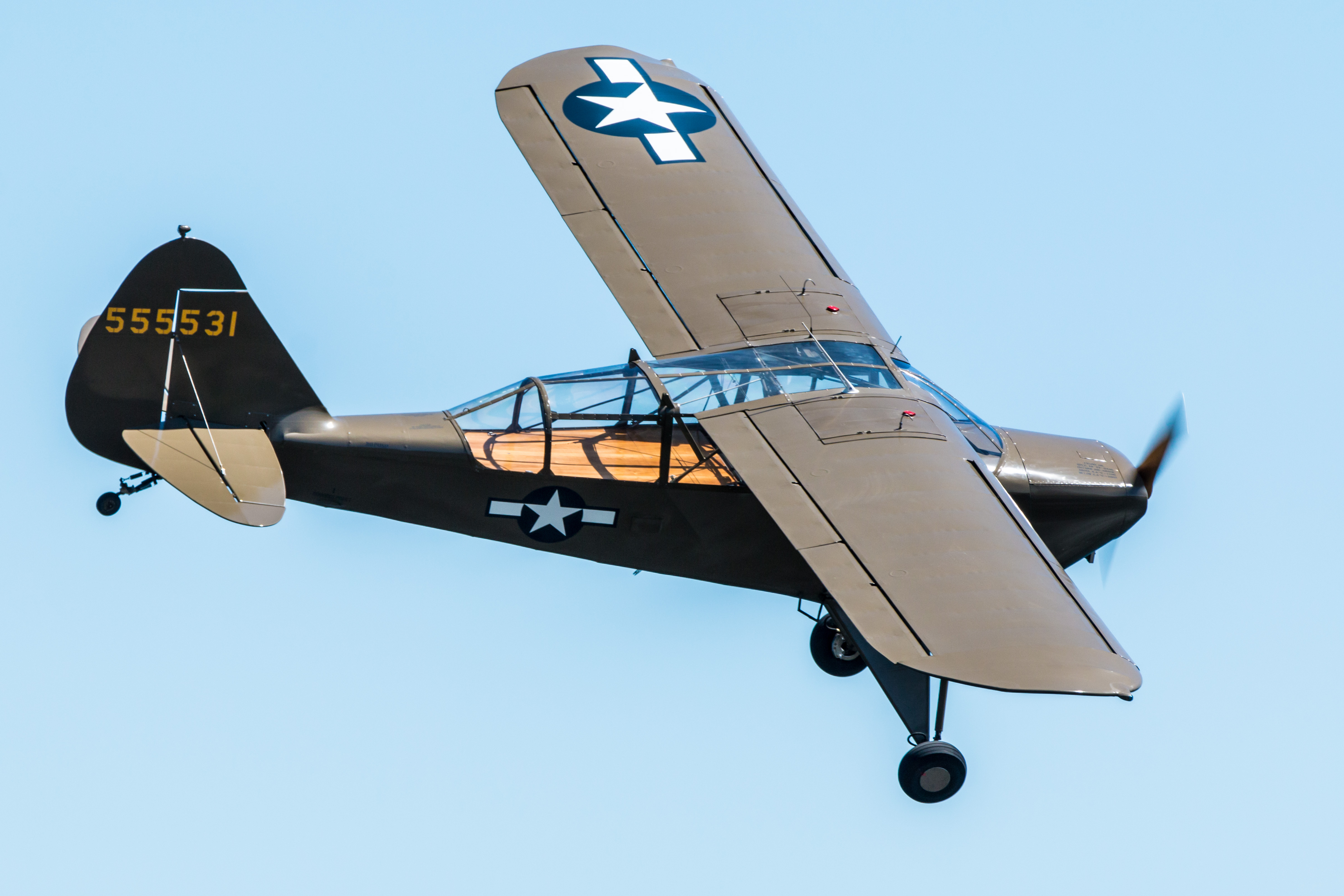
L-14 „Army Cruiser“ v letu, 2016

YL-14
Ověřovací série (Y) pěti kusů spojovacího letounu pro United States Army Air Forces.
L-14
Označení pro sériové spojovací stroje, objednané armádou v počtu 845 kusů. Po zrušení objednávky bylo dokončeno jen devět rozestavěných kusů, které byly prodány na civilním trhu.
AE-1
Označení pro 100 kusů užívaných silami US Navy jako sanitní. Pacient na nosítkách byl umístěn za kokpitem v trupu, jehož hřbet byl odklopný. (Písmeno A označuje ambulanci, E bylo přiděleno výrobci typu, firmě Piper.)
HE-1
Původní označení US Navy pro sanitní verzi. (H jako „hospital“.)
UC-83
Čtyři stroje J-5A zabavené civilním vlastníkům v oblasti Panamského průplavovévo pásma a zařazené do služby u USAAF na dobu války. Později přeznačeny na L-4F.
L-4F
Pozdější označení čtyř UC-83 a dalších 39 původně civilních J-5A.
L-4G
Označení pro 34 J-5B soukromých vlastníků převzatých na dobu války ozbrojenými silami.

## Popis konstrukce
- Třímístný jednomotorový sportovní a turistický hornoplošník smíšené konstrukce se záďovým pevným podvozkem.

## Specifikace (J-5A-75)

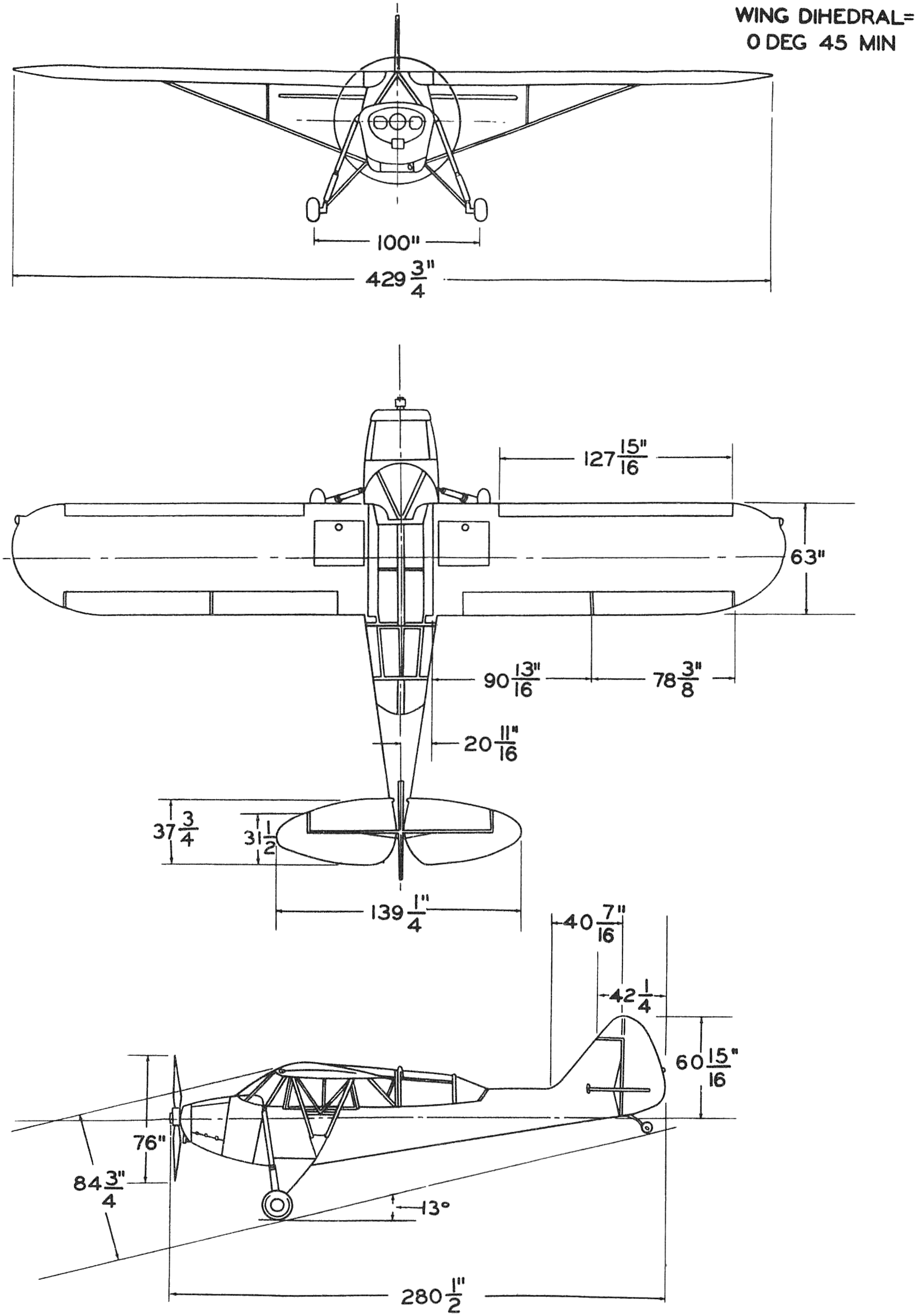
Třípohledový nákres

Údaje dle

### Technické údaje
- Osádka: 1
- Kapacita: 2 cestující
- Rozpětí: 10,808 m
- Délka: 6,858 m
- Výška: 2,082 m
- Nosná plocha: 16,658 m²
- Hmotnost prázdného stroje: 371,9 kg
- Vzletová hmotnost: 657,7 kg
- Pohonná jednotka: 1 × plochý čtyřválcový vzduchem chlazený motor Continental A-75 pohánějící dvoulistou dřevěnou vrtuli Sensenich o průměru 1,88 m
- Výkon motoru: 75 hp (55,92 kW)

### Výkony
- Maximální rychlost: 153 km/h
- Cestovní rychlost: 129 km/h
- Přistávací rychlost: 69 km/h
- Praktický dostup: 3962 m
- Počáteční stoupavost: 121,92 m/min
- Dolet: 611 km